# Augusto Neuparth Vieira
Augusto Neuparth Vieira (31 de dezembro de 1888 - 1953) foi um músico e compositor português.

## Biografia
Mais velho de dois filhos e uma filha de José Augusto Vieira (7 de Maio de 1866 - Lisboa, 8 de Novembro de 1942), e de sua mulher (Lisboa, Encarnação, 28 de Janeiro de 1888) Adelaide Guilhermina de Oliveira Basto Neuparth (Lisboa, Encarnação, 11 de Janeiro de 1866 - 4 de Janeiro de 1957), e neto materno de Augusto Neuparth, Judeu Asquenaze Alemão, e de sua mulher Virgínia Júlia de Oliveira Basto.
Tendo feito a aprendizagem com sua mãe, e desde muito novo com habilidade e inspiração musical, teve os conselhos do tio materno, o Maestro Júlio Cândido Neuparth, Professor de Harmonia do Conservatório Real de Lisboa.
Tinha dezoito anos quando viu publicada a sua primeira composição, uma valsa, que esteve muito em voga e a que deu o nome de Amor Eterno. Várias outras composições de música ligeira foram publicadas, e também compôs música para revistas, de colaboração com Frederico Kjölner e Bernardo Ferreira, tendo, com o primeiro, composto a partitura duma Opereta, Boa Viagem, cujo libreto era da autoria de Pedro Bandeira e Guedes Vaz, e, só, a partitura doutra Opereta, As Carvoeiras, com libreto de Fernando Baldaque.

## Casamento e descendência
Casou com Gertrudes Adelina de Sampaio Camelier (Lisboa, 1889 - Lisboa, 14 de Outubro de 1948), de ascendência Francesa, com geração.